# Langur gris del Terai
El langur gris del Terai (Semnopithecus hector) és una espècie de mico del Vell Món que antigament era considerada una subespècie del langur gris comú. El langur gris del Terai és considerat una espècie «gairebé amenaçada», car probablement no en queden gaire més de 10.000 exemplars adults i està en declivi constant.
Els langurs grisos del Terai són originaris de Bhutan, el nord de l'Índia i el Nepal, on viuen als contraforts de l'Himàlaia. Viuen a altituds d'entre 150 i 1.600 msnm.
Juntament amb Semnopithecus ajax i Semnopithecus priam, és una de les espècies del gènere Semnopithecus que porten el nom de personatges de la Ilíada.